# 英極軟件開発
英極軟件開発有限公司（インジールァジアンカイファヨーシェングース:日本語読み:えいきょくきけんかいはつゆうげんこうし は、中国大連に本社を置く、ライブドアの現地子会社。コンピュータ関連事業を行う。

## 概要
- 設立：2000年10月18日
- 資本金：500,000米ドル
- 総経理：徐躍平